# عبدالله الهزاع
عبدالله الهزاع (عربی: عبدالله الهزاع؛ زادهٔ ۱۹ ژوئیهٔ ۱۹۹۰) بازیکن فوتبال اهل بحرین است.
از باشگاه‌هایی که در آن بازی کرده‌است می‌توان به باشگاه فوتبال الحد اشاره کرد.
وی همچنین در تیم‌های ملی فوتبال زیر ۲۳ سال بحرین و بحرین بازی کرده‌است.